# Ballotade

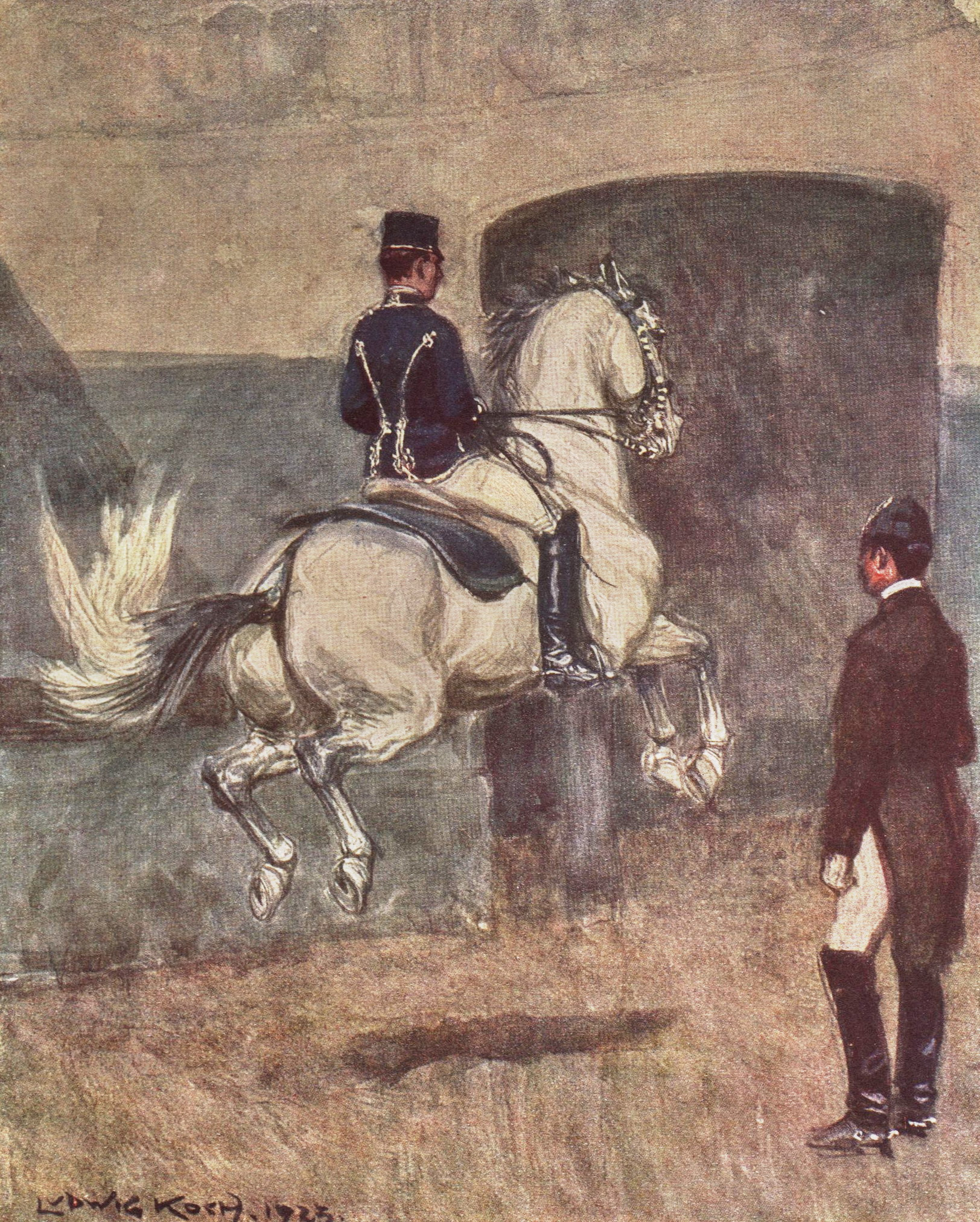
Ballotade von Ludwig Koch gezeichnet

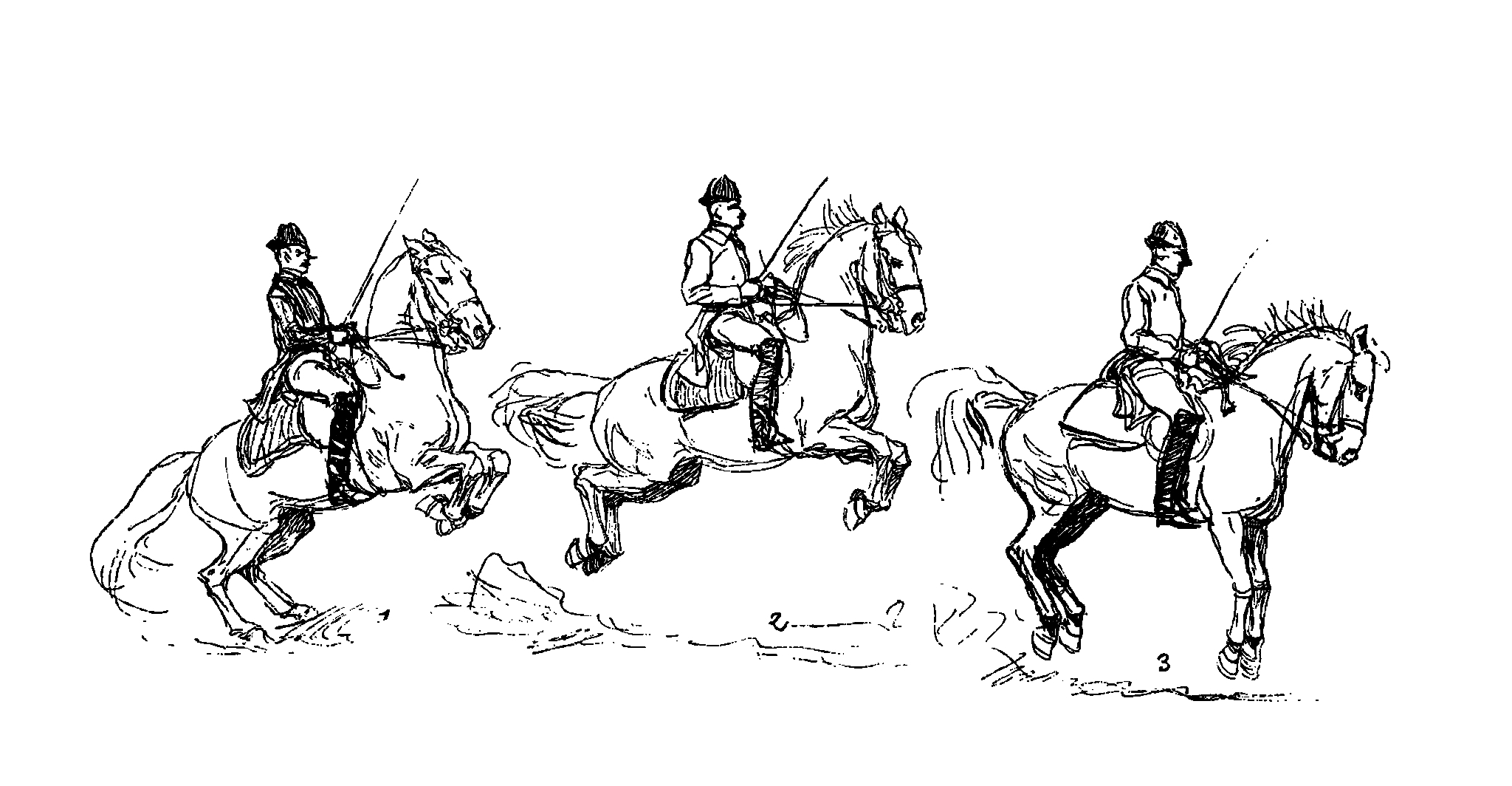
Ballotade von Ludwig Koch gezeichnet

Die Ballotade ist eine Übung in der „Hohen Schule“ der Reitkunst. Sie besteht aus einem Sprung, bei dem das Pferd einen Augenblick waagerecht in der Luft zu verharren scheint. Dieses ist eine Vorstufe zur Kapriole, im Gegensatz zu dieser streicht (schlägt) das Pferd aber nicht mit der Hinterhand.